# Soñar no cuesta nada (canción de Los Pekenikes)
«Soñar no cuesta nada» es un tema instrumental de Los Pekenikes que ocupa la cara B del sencillo Cerca de las estrellas, y el tercero de una serie de canciones que no aparecen en álbum, aunque fue reeditado posteriormente en CD. Tiene un estilo soul bailable. Destacan el acompañamiento de una voz onomatopéyica y de la Orquesta Manuel de Falla dirigida por Waldo de los Ríos.

## Miembros
- Alfonso Sainz - Saxo
- Antonio Obrador - Guitarra solista
- Ignacio Martín Sequeros - Bajo eléctrico
- Tony Luz - Guitarra rítmica
- Félix Arribas - Batería
- Pedro Luis García - Trombón
- Vicente Gasca - Trompeta
- Orquesta Manuel de Falla[1] dirigida por Waldo de los Ríos